# Saïd Hammouni
Said Hamouni, né le 21 juin 1981, est un footballeur marocain évoluant au poste de milieu de terrain au Maghreb de Fès.

## Biographie

### Club

#### Ittihad de Khèmisset et Maghreb de Fès
Formé a l'Ittihad Khémisset, il rejoint en 2010 le Maghreb de Fès.
Avec le Maghreb de Fès il est notamment Vice-champion du Maroc et gagne le Tournoi Antifi en 2011 il remporte également la Coupe de la CAF 2011 en finale contre le Club africain.

### Carrière
- 2006-2010 :  Ittihad Khémisset
- 2010-....... :  Maghreb de Fès[1]

## Palmarès
Maghreb de Fès
- Championnat du Maroc
  - Vice-champion en 2011
- Tournoi Antifi
  - Vainqueur en 2011
- Coupe de la CAF
  - Vainqueur en 2011
- Supercoupe d'Afrique
  - Vainqueur en 2012

 Maroc
- Coupe arabe des nations de football
  - Vainqueur en 2012